# Episodi di Chicago P.D. (terza stagione)
La terza stagione della serie televisiva Chicago P.D. è stata trasmessa per la prima volta sul canale statunitense NBC dal 30 settembre 2015 al 25 maggio 2016.
In Italia la stagione è stata trasmessa in prima visione su Premium Crime, canale a pagamento della piattaforma Mediaset Premium, dal 12 febbraio al 1º luglio 2016, mentre in chiaro è stata trasmessa su Italia 1 dal 19 giugno 2017.
| n  | Titolo originale                           | Titolo italiano                               | Prima TV USA      | Prima TV Italia  |
| -- | ------------------------------------------ | --------------------------------------------- | ----------------- | ---------------- |
| 1  | Life is Fluid                              | Tutto scorre                                  | 30 settembre 2015 | 12 febbraio 2016 |
| 2  | Natural Born Storyteller                   | Un cantastorie nato                           | 7 ottobre 2015    | 19 febbraio 2016 |
| 3  | Actual Physical Violence                   | Violenza fisica                               | 14 ottobre 2015   | 26 febbraio 2016 |
| 4  | Debts of the Past                          | Debiti con il passato                         | 21 ottobre 2015   | 4 marzo 2016     |
| 5  | Climbing Into Bed                          | Conseguenze inattese                          | 28 ottobre 2015   | 11 marzo 2016    |
| 6  | You Never Know Who's Who                   | Missioni immaginarie                          | 28 ottobre 2015   | 18 marzo 2016    |
| 7  | A Dead Kid, a Notebook and a Lot of Maybes | Un ragazzino morto, un taccuino e tanti dubbi | 4 novembre 2015   | 25 marzo 2016    |
| 8  | Forget My Name                             | L'amore è tutto                               | 11 novembre 2015  | 1º aprile 2016   |
| 9  | Never Forget I Love You                    | Non dimenticare che ti voglio bene            | 18 novembre 2015  | 8 aprile 2016    |
| 10 | Now I'm God                                | Sono Dio                                      | 6 gennaio 2016    | 15 aprile 2016   |
| 11 | Knocked The Family Right Out               | Una famiglia distrutta                        | 13 gennaio 2016   | 22 aprile 2016   |
| 12 | Looking Out For Stateville                 | Compagni di cella                             | 20 gennaio 2016   | 29 aprile 2016   |
| 13 | Hit me                                     | Colpiscimi                                    | 3 febbraio 2016   | 6 maggio 2016    |
| 14 | The Song of Gregory Williams Yates         | La canzone di Gregory Williams Yates          | 10 febbraio 2016  | 13 maggio 2016   |
| 15 | A Night Owl                                | Animale notturno                              | 17 febbraio 2016  | 20 maggio 2016   |
| 16 | The Cases that Need to be Solved           | Un caso da risolvere                          | 24 febbraio 2016  | 27 maggio 2016   |
| 17 | Forty-Caliber Bread Crumb                  | La pista della calibro 40                     | 2 marzo 2016      | 3 giugno 2016    |
| 18 | Kasual with a K                            | Kasual con la K                               | 23 marzo 2016     | 10 giugno 2016   |
| 19 | If We Were Normal                          | Una storia torbida                            | 30 marzo 2016     | 17 giugno 2016   |
| 20 | In A Duffel Bag                            | Una bambina abbandonata                       | 4 maggio 2016     | 24 giugno 2016   |
| 21 | Justice                                    | Giustizia                                     | 11 maggio 2016    | 24 giugno 2016   |
| 22 | She's Got Us                               | Strade pericolose                             | 18 maggio 2016    | 1º luglio 2016   |
| 23 | Start Digging                              | Comincia a scavare                            | 25 maggio 2016    | 1º luglio 2016   |

## Tutto scorre
- Titolo originale: Life is Fluid
- Diretto da: Arthur W. Forney e Constantine Makris (non accreditato)
- Scritto da: Craig Gore e Tim Walsh

### Trama
Linsday è da due settimane che si è dimessa dalla Polizia e Voight ha smesso di cercarla. Solo Halstead cerca delle risposte da lei. Durante un’operazione sotto copertura per catturare uno dei criminali più ricercati di Chicago il detective Halstead viene rapito. Sarà proprio questo che riporterà in pista Linsday, pronta per effettuare lo scambio con i malviventi decidendo di tornare al lavoro alle dure condizioni imposte da Voight, ovvero tornare a vivere con lui come quando l'adottò anni prima e sottoporsi costantemente ogni settimana a un test antidroga e soprattutto troncare ogni rapporto con Bunny una volta per tutte, in quanto è il veleno che l'ha portata a fare le scelte sbagliate che ha compiuto in tutta la sua vita.
- Ascolti USA: 6.650.000 telespettatori – rating/share 18-49 anni 1.7/6%[3]

## Un cantastorie nato
- Titolo originale: Natural Born Storyteller
- Diretto da: Mark Tinker
- Scritto da: Mike Weiss

### Trama
Mentre Lindsay riceve l’ordine di tagliare i ponti con Bunny, Burgess trova il corpo di un bambino in un frigorifero durante un inseguimento. Le prime indagini portano a una comunità molto unita, ma tutto cambia quando un altro bambino sparisce nel nulla. Burgess rimane sorpresa da una notizia sul suo partner, Roman. Olinsky tenta di legare con la figlia che da poco ha scoperto di avere. Bunny, vogliosa di vendetta contro Voight, decide di dichiarare il falso per fare uscire di prigione un criminale che lo stesso Voight ha arrestato anni prima pur di farlo finire nei guai. 
- Ascolti USA: 6.490.000 telespettatori – rating/share 18-49 anni 1.5/5%[4]

## Violenza fisica
- Titolo originale: Actual Physical Violence
- Diretto da: Fred Berner
- Scritto da: Eduardo Javier Canto e Ryan Maldonado

### Trama
Un uomo armato entra nel distretto disperato per la sparizione della figlia. Puntandogli una pistola alla testa l’uomo prende in ostaggio Mouse dichiarando di essere sicuro che le sia successo qualcosa di terribile e che ora si trovi a Chicago. Voight decide di dargli una mano ma, intanto, deve affrontare un procedimento che porta alla scarcerazione improvvisa di un boss criminale accusato dalla madre di Lindsay di falsa testimonianza. Erin, saputo cosa ha combinato la madre, tenta vanamente di farla ragionare sulla gravità di ciò che ha compiuto, ma senza successo. Erin realizzando finalmente la natura malvagia di sua madre la rinnega e le ordina di non farsi più vedere nella sua vita. Voight e il resto della squadra scopre che la ragazza è stata rapita da un trafficante sessuale che induce le ragazze a venire da lui dopo averle ingannate su Facebook a venire a incontrarlo per poi drogarle e stuprarle e infine torturarle con un ferro da camino per piegarle. Stanato il rifugio del criminale la squadra libera le ragazze prigioniere ma non trovando la ragazza scomparsa l'intera squadra capisce che la poveretta deve essere stata portata da qualche altra parte. Poco dopo la squadra rintraccia il trafficante e lo arresta dopodiché Voight lo interroga domandandogli dove sia la ragazza sparita e l'uomo rivela di essere solo un tramite e di non gestire le ragazze da lui rapite e vendute allora Voight gli ordina di dargli i nomi dei suoi soci ma quando l'uomo rifiuta Voight lo malmena costringendolo a farsi dire i nomi degli affiliati che vengono arrestati. Voight riesce successivamente a salvare la figlia dell'uomo che gli aveva chiesto aiuto e mentre si reca a cenare con il figlio, la nuora e il nipote, il boss mafioso desideroso di vendetta verso Voight piazza una bomba nella sua macchina, che esplode con l'obiettivo di uccidere Voight e la sua famiglia.
- Ascolti USA: 6.580.000 telespettatori – rating/share 18-49 anni 1.5/5%[5]

## Debiti con il passato.
- Titolo originale: Debts of the Past
- Diretto da: Rohn Schmidt
- Scritto da: Michael Brandt e Derek Haas

### Trama
Voight e la sua famiglia, sfuggiti all'esplosione e salvatisi per miracolo, vengono portati in ospedale, ma Voight ha capito che è stato il boss mafioso a piazzare l'ordigno e quindi giura vendetta. Da quel momento è una caccia all'uomo per tutta la squadra. Burgess scopre che Ruzek ha celebrato l'addio al celibato altre due volte; questa cosa la turba parecchio e decide di rimandare la data del matrimonio. Olinsky deve decidere se fare il test di paternità per vedere se è veramente sua figlia. Voight riesce a dimostrare la colpevolezza del boss nell'attentato contro di lui e la sua famiglia, stanando il criminale in un parcheggio e disarmandolo. Voight furibondo decide di ucciderlo, ma Alvin lo convince a non farlo; il criminale viene nuovamente arrestato e rimandato in prigione definitivamente. Poco dopo Voight e Alvin festeggiano la vittoria bevendo insieme nel loro locale.
- Ascolti USA: 6.240.000 telespettatori – rating/share 18-49 anni 1.4/4%[6]

## Conseguenze inattese
- Titolo originale: Climbing Into Bed
- Diretto da: Mark Tinker
- Scritto da: Cole Maliska e Michael S. Chernuchin (non accreditato)

### Trama
In una missione sotto copertura Adam rimane coinvolto in una sparatoria senza avvertire i suoi superiori e per questo passerà dei guai. Si scopre che il bambino a cui Roman aveva deciso di donare il midollo osseo che ha l'anemia e che morirà presto.
- Ascolti USA: 6.140.000 telespettatori – rating/share 18-49 anni 1.5/5%[7]

## Missioni immaginarie
- Titolo originale: You Never Know Who's Who
- Diretto da: Lin Oeding
- Scritto da: Craig Gore e Tim Walsh

### Trama
Un corpo viene trovato in un SUV. L'Intelligence scopre che si trattava di un uomo mentalmente instabile che credeva di fare parte della CIA. Intanto Ruzek torna in servizio attivo. Olinsky riceve i risultati del test per sapere se Michelle è realmente sua figlia, ma decide di non sapere la verità. Jay bacia Lindsay al bar davanti a tutti i loro colleghi; così facendo la loro relazione diventa una cosa seria.
- Ascolti USA: 6.140.000 telespettatori – rating/share 18-49 anni 1.5/5%[8]

## Un ragazzino morto, un taccuino e tanti dubbi
- Titolo originale: A Dead Kid, a Notebook and a Lot of Maybes
- Diretto da: Charlotte Brändström
- Scritto da: Timothy J. Sexton

### Trama
L'Intelligence parte alla ricerca di un ragazzo scomparso di nome Colin che si crede possa essere un pericolo. Il ragazzo viene successivamente ritrovato morto, suicidatosi con un colpo di pistola in testa, con accanto lo zaino in cui viene rinvenuta una bomba. Con il proseguire si scoprirà che Colin e un altro suo compagno di nome Ethan erano d'accordo di usare l'ordigno per vendicarsi del loro allenatore, che era in realtà un pedofilo che li aveva violentati ripetutamente e che l'ordigno era destinato a dare fuoco all'auto del criminale come rappresaglia. Tuttavia Ethan ci aveva però ripensato e aveva deciso di non partecipare; Colin sentendosi abbandonato e lasciato da solo, si era sparato. Jay, connettendosi emotivamente a Ethan, riesce a convincerlo a raccontargli la verità; il ragazzo si sfoga in lacrime, raccontandogli tutto. Voight ed Erin assistendo a ciò si rendono conto di quanto il povero ragazzo abbia sofferto e Voight ordina di marcare a vista il pedofilo per riuscire a smascherarlo. La squadra scopre inoltre che Colin non si è suicidato, ma era stato ucciso da un sicario assoldato dal pedofilo per uccidere i due ragazzi per metterli a tacere dopo avere carpito la loro fiducia, fingendosi anche lui una vittima. Il sicario infine, una volta ucciso uno dei due ragazzi, aveva inscenato tutto come se fosse stato un suicidio. Nonostante il sicario venga individuato egli, per non parlare, si uccide facendosi investire da un treno. Voight infine arresta il pedofilo e con uno stratagemma riesce a farlo confessare e farlo incarcerare. Olinsky viene lasciato dalla moglie egoista perché decide di non rinunciare a Michelle, anche se non sa se è realmente sua figlia. Decide quindi di trasferirsi a sorpresa con Michelle a casa di Ruzek, mettendo così in difficoltà il rapporto con Burgess. Jay va a salutare Ethan dicendogli che il padre che è morto in guerra sarebbe stato fiero di lui. 
- Ascolti USA: 6.480.000 telespettatori – rating/share 18-49 anni 1.4/5%[9]

## L'amore è tutto
- Titolo originale: Forget My Name
- Diretto da: Nick Gomez
- Scritto da: Mike Weiss

### Trama
Un informatore di Antonio fa una soffiata su un carico di eroina, ma durante l'operazione le indagini virano su un caso di omicidio.
- Ascolti USA: 6.790.000 telespettatori – rating/share 18-49 anni 1.6/5%[10]

## Non dimenticare che ti voglio bene
- Titolo originale: Never Forget I Love You
- Diretto da: Terry Miller
- Scritto da: Ryan Maldonado e Eduardo Javier Canto (soggetto), Craig Gore e Tim Walsh (sceneggiatura)

### Trama
L'Intelligence indaga sull'omicidio di una ballerina di strip club trovata decapitata sul fondo del fiume Michigan, ma scopre che la vittima era incinta di tre settimane. Inizialmente Voight e la sua squadra credono che ci sia dietro la mafia in quanto la donna era l'amante di un boss mafioso ma il boss afferma che ciò è impossibile che possa essere stato lui in quanto non ne avrebbe avuto motivo poiché non aveva nessun rancore verso la ragazza uccisa e inoltre non è lui il padre del bambino in quanto a causa di un intervento non può concepire figli. Voight e la sua squadra scoprono che l'assassino è in realtà un avvocato della mafia che ha ucciso la ragazza in quanto era pieno di debiti e aveva rubato alla mafia un sacco di soldi oltre ad essere un altro degli amanti che la ragazza aveva ed essere infine lui il padre del bambino. L'avvocato non voleva che lei avesse il bambino e aveva provato a farla abortire dandole i soldi rubati alla mafia ma lei aveva rifiutato di conseguenza lui l'aveva uccisa e aveva fatto cadere l'intera responsabilità sulla mafia. Voight gli dà una scelta confessare e andare in prigione e chiedere di essere protetto oppure andarsene e affrontare le conseguenze poiché la mafia lo avrebbe ucciso per aver cercato di far ricadere su di essa le colpe delle sue azioni. L'uomo credendo di farla franca rifiuta di confessare di conseguenza viene raggiunto dai mafiosi che lo portano via con loro per poi ucciderlo con grande soddisfazione di Voight che aveva raccontato tutto al boss mafioso che aveva già preparato tutto in caso l'uomo non avesse confessato. Erin viene raggiunta da Voight in un locale e gli racconta che quando era piccola era stata presa di mira da un pedofilo senza che lo sapesse. Il pedofilo era inoltre affiliato alla mafia ma i mafiosi non sapevano che l'uomo fosse un pedofilo ed erano all'oscuro di quello che fosse davvero. Voight lo scoprì e raccontò la faccenda ai capi mafia su cosa faceva realmente il loro affiliato e quando scoprirono la verità decisero di fargliela pagare in quanto i pedofili violano con le loro azioni il codice d'onore che c'è tra criminali e quindi non sono tollerati tra i mafiosi. La mafia prese il pedofilo e gli diede una scelta venire ucciso per essere un pedofilo oppure finire dentro a vita per una rapina ma in cambio nessuno in prigione avrebbe saputo che lui era un pedofilo e quindi sarebbe rimasto in vita e l'uomo accettò. Erin realizza così che Voight l'ha sempre protetta anche quando non se ne accorgeva e che senza saperlo l'ha sempre difesa senza dirglielo apertamente. Intanto Roman commette un errore che lo porta a essere sospeso dal servizio.
- Ascolti USA: 6.470.000 telespettatori – rating/share 18-49 anni 1.4/5%[11]

## Sono Dio
- Titolo originale: Now I'm God
- Diretto da: Holly Dale
- Scritto da: Jamie Pachino

### Trama
Un oncologo, colui che tempo prima aveva tentato di curare la moglie di Voight, è accusato di avere prescritto illegalmente chemioterapie ai pazienti che non avevano il cancro, portandoli alla morte. Questa volta il caso si svolge in tribunale. Burgess, intanto, tenta di aiutare Roman per indagare sull'accaduto.
- Questo episodio conclude un crossover con Chicago Fire e Chicago Med, che inizia nell'episodio "Cuore pulsante" e continua nell'episodio "False verità".
- Ascolti USA: 8.750.000 telespettatori – rating/share 18-49 anni 1.9/6%[12]

## Una famiglia distrutta
- Titolo originale: Knocked The Family Right Out
- Diretto da: Mark Tinker
- Scritto da: Mo Masi

### Trama
L'Intelligence indaga su una rapina in un'abitazione in cui viene usato un gas per tramortire gli abitanti, ma il caso di rapina si rivela un caso di stupro, infatti una delle vittime è stata stuprata. Intanto Lindsay viene attirata in una trappola e rapita. Roman è tornato in servizio e il sergente Platt organizza le sue nozze, invece Voight aiuta il suo vecchio amico a riprendere la sua vita.
- Ascolti USA: 7.990.000 telespettatori – rating/share 18-49 anni 2.0/7%[13]

## Compagni di cella
- Titolo originale: Looking Out For Stateville
- Diretto da: Fred Berner
- Scritto da: Craig Gore e Tim Walsh

### Trama
Eddie un vecchio amico di cella di Voight esce di prigione, pretendendo di essere ripagato del favore fatto a Voight e facendo una soffiata su un carico di droga per essere pagato come informatore. Burgess capisce che Ruzek non è pronto a sposarsi e a malincuore lo lascia, restituendogli l'anello di fidanzamento. Inoltre Platt pianifica l'imminente matrimonio con Mouch. Eddie pur essendo stato pagato lautamente si lascia prendere dall'avidità e finisce per tradire l'amico per tenersi l'intero quantitativo di denaro ottenuto dall'ennesima soffiata invece di accettarne il 10% come pattuito finendo col farsi arrestare da Antonio dopo che Voight aveva previsto che sarebbe successo. Il denaro viene dato alla ragazza di Eddie che decide di usare il denaro avuto per fare un viaggio in Florida con la figlia.
- Ascolti USA: 6.520.000 telespettatori – rating/share 18-49 anni 1.5/5%[14]

## Colpiscimi
- Titolo originale: Hit me
- Diretto da: Rohn Schmidt
- Scritto da: Mike Weiss e Cole Maliska

### Trama
A seguito di un'indagine su un poliziotto che rapinava le donne che uscivano da un casinò la squadra viene a conoscenza di un'operazione più grande. Burgess chiede il trasferimento dal distretto 21 a causa di Adam. A causa di un incidente sul lavoro Burgess rimane ferita insieme a Roman; Adam va subito da lei per sapere come sta e per dirle che sta male per via che si sono lasciati, ma lei mente dicendo che sta benissimo. Lindsay cerca di fare cambiare idea a Burgess circa il suo trasferimento, mentre Adam, parecchio giù di morale, se ne va dal pub dove era con i suoi colleghi.
- Ascolti USA: 7.220.000 telespettatori – rating/share 18-49 anni 1.7/6%[15]

## La canzone di Gregory Williams Yates
- Titolo originale: The Song of Gregory Williams Yates
- Diretto da: Michael Grossman
- Scritto da: Jamie Pachino

### Trama
Greg Yates evade dal penitenziario di Attica a New York e dopo avere fatto altre vittime torna a Chicago. Prima uccide tre infermiere, poi perseguita Lindsay; il serial killer raggiunge la casa di Lindsay per ucciderle il padre biologico. Alla fine Lindsay uccide Yates vendicando Nadia.
- Questo episodio conclude un crossover con Law & Order - Unità vittime speciali, che inizia nell'episodio "Caccia all'uomo".
- Ascolti USA: 8.280.000 telespettatori – rating/share 18-49 anni 2.0/7%[16]

## Animale notturno
- Titolo originale: A Night Owl
- Diretto da: Nick Gomez
- Scritto da: Timothy J. Sexton e Michael S. Chernuchin (non accreditato)

### Trama
Un noto professore universitario viene fermato a un posto di blocco da Burgess e da Roman. Nel portabagagli della sua auto la polizia trova in uno scomparto segreto dieci chili di eroina. Inizialmente il professore sembra essere stato vittima di un imbroglio. In realtà dava assistenza ad alcuni ex detenuti in difficoltà e si era innamorato di un truffatore. Aveva accettato di trasportare la droga per salvargli la vita. Burgess per questa volta sarà la partner di Lindsay, mentre Roman passa una giornata con Platt, che deve capire se sia in grado di diventare istruttore.

## Un caso da risolvere
- Titolo originale: The Cases That Need to be Solved
- Diretto da: Jean De Segonzac
- Scritto da: Matt Olmstead e William N. Fordes (non accreditato)

### Trama
L'Intelligence indaga sull’omicidio di un bambino di sei anni e sospettano che dietro ci sia un regolamento di conti fra gang. Dopo un'altra sparatoria nel territorio della banda Mouse, Lindsay e Halstead cercano le prove delle due sparatorie e dell'omicidio.

## La pista della calibro 40
- Titolo originale: Forty-Caliber Bread Crumb
- Diretto da: Jann Turner
- Scritto da: Craig Gore e Tim Walsh

### Trama
Durante un trasporto di valori privato per Brianna la squadra di Halstead viene attaccata da un gruppo di rapinatori armati che si impossessano del denaro. Nello scontro a fuoco Terry rimane gravemente ferito, per poi morire subito dopo in ospedale lasciando la moglie che proprio in questi giorni aveva scoperto di essere incinta. Toccherà ad Halstead trovare la forza di reagire e mettersi sulle tracce dell'assassino e dei rapinatori. Nel frattempo Ruzek si rivolge con cattiveria a Burgess e Roman perché è geloso di lei e non riesce a dimenticarla.

## Kasual con la K
- Titolo originale: Kasual with a K
- Diretto da: David Rodriguez
- Scritto da: Eduardo Javier Canto e Ryan Maldonado

### Trama
La squadra indaga su un omicidio avvenuto in un rifugio per donne che hanno subito maltrattamenti. Una delle ospiti scompare, forse vittima di un rapimento. Burgess scopre che Roman si è iscritto in una chat per conoscere donne, la stessa chat in cui una persona deruba coloro che si presentano a un appuntamento al buio. Roman e Burgess decidono di iscriversi alla chat con un profilo finto per attirare il ladro e catturarlo e alla fine ci riescono. Voight e il resto della squadra scopre che la donna rapita aveva un fidanzato che la picchiava motivo per cui si era rifugiata nel centro per donne maltrattate e che il suo ragazzo è stato ucciso perché aveva voluto derubare un trafficante di droga che gestisce un Night Club come copertura per il traffico di droga. Il trafficante si era voluto successivamente vendicare per il furto della droga e aveva fatto assalire il rifugio da un sicario da lui ingaggiato per trovare la donna dell'uomo che l'aveva rapita per farsi dire dove si viveva il suo ex fidanzato e ottenuta l'informazione l'aveva fatto uccidere dal sicario mentre la poveretta era stata lasciata andare. Seppur la squadra riesca a rintracciare il sicario questi viene ucciso in uno scontro a fuoco mentre stava cercando di fuggire. Non volendosi arrendere tanto facilmente Voight va al club e minaccia il trafficante ordinandogli di andarsene da Chicago e non tornare più altrimenti Voight lo avrebbe portato nei posti più terribili di Chicago e non né sarebbe uscito vivo. Il criminale capendo che Voight non sta scherzando decide di andarsene da Chicago. Alla fine dell'episodio Bugess e Roman si incontrano a teatro e vanno a vedere lo spettacolo insieme.

## Una storia torbida
- Titolo originale: If We Were Normal
- Diretto da: Mark Tinker
- Scritto da: Mo Masi

### Trama
L'Intelligence indaga su un agente immobiliare che rapisce e stupra le donne. Burgess confida a Lindsay che prova qualcosa per Roman e che non sa cosa fare, visto che fino a poco tempo fa era fidanzata con Ruzek. Infatti tra Ruzek e Roman c'è parecchia tensione. Alvin, dopo essersi affezionato a Ruby, la giovane ragazza stuprata rimasta incinta del suo aguzzino, decide insieme a Voight ed Erin di fermare il folle criminale. Erin riesce a fare realizzare alla ragazza del criminale che quello che crede un brav'uomo è in realtà un mostro; si rivela anche lei una vittima e così la convince ad aiutarli a ritrovare l'ultima vittima del suo amante. Ella viene trovata morta strangolata in una delle case che il folle stupratore usava come nascondigli. L'uomo viene arrestato per tutti i crimini e quando Voight gli domanda se ci siano altre vittime il criminale rifiuta di parlare. Voight, stufatosi, lascia che Alvin regoli i conti con lo stupratore e Alvin furibondo puntata la pistola alla tempia del criminale minaccia di ucciderlo per rappresaglia per tutto il male che ha fatto a Ruby e alle altre ragazze, ma alla fine Alvin decide di non uccidere il malvagio pervertito limitandosi a lasciarlo terrorizzato e a piagnucolare nella cella. Ruby decide di tenere il bambino e Alvin la saluta con affetto, mentre Ruby ringrazia Alvin per tutto quello che ha fatto per lei. Sean, dopo un ultimo alterco con Adam, finalmente abbandona l'aria da duro e lui e Kim, abbandonate le loro paure, finalmente ammettono i loro sentimenti reciproci e si baciano.

## Una bambina abbandonata
- Titolo originale: In A Duffel Bag
- Diretto da: Nick Gomez
- Scritto da: Jamie Pachino

### Trama
L'Intelligence indaga su un neonata abbandonata in un posto gelido e sospettano un traffico di minorenni. Voight poiché non tollera questo genere di crimini decide di stanare a ogni costo i responsabili di ciò. Si scoprirà che la mente dietro ciò era la nonna ebrea della bambina che era un estremista religiosa e che aveva costretto la figlia a dare la bambina a un'altra famiglia minacciando la figlia che se non lo avesse fatto l'avrebbe cacciata di casa e che per l'intera famiglia sarebbe morta oltre a costringere un’ostetrica a rendersi complice di ciò minacciando di farla espellere dal paese poiché era un'immigrata irregolare inoltre il padre della ragazza che ha partorito la piccola sapeva cosa la moglie aveva fatto ma non volendo perdere i soldi della moglie non aveva fatto niente per difendere la figlia o la nipote. Inoltre la bimba era stata lasciata chiusa nella borsa perché era stata creduta morta dalla famiglia a cui era stata venduta, il padre si dichiara colpevole, ma Adam scopre che è Max il figlio della coppia che l'aveva portata fuori al freddo per farle vedere un eclissi (il padre mente per proteggerlo), ma la piccola si era raffreddata e non respirava più, così la famiglia l'aveva creduta erroneamente morta e di conseguenza l'aveva chiusa nella borsa e l'aveva abbandonata in riva al fiume, non avendo avuto il coraggio di buttarcela dentro. Voight decide di chiudere un occhio sull'accaduto spiegando che data la situazione del bambino non faranno niente poiché non c'era nessuna intenzione di nuocere alla bambina, non potendo sapere che i neonati sono fragili, non lo accuseranno . Erin furiosa con la nonna della bambina la fa arrestare con l'accusa di rapimento di minore e traffico di minori mentre la bambina ormai salva e tornata in salute viene riaffidata alla madre biologica con grande gioia della squadra. Intanto Burgess finisce a letto con Roman.

## Giustizia
- Titolo originale: Justice
- Diretto da: Jean De Segonzac
- Scritto da: Dick Wolf (soggetto), Derek Haas, Michael Brandt, Matt Olmstead, Michael S. Chernuchin (non accreditato) (sceneggiatura)

### Trama
Burgess e Roman sono di pattuglia e si fermano in una strada vicino al fiume. Mentre parlano del loro iniziale rapporto amoroso vengono assaliti da un ragazzo che spara contro Roman. Burgess scende dall’auto e lo insegue. Dopo averlo perso di vista per un attimo vede un ragazzo con le stesse sembianze dell’assalitore e gli spara. Roman intanto è a terra sanguinante. Portano al Chicago Med sia Roman sia Ellis, il ragazzo di colore accusato di avere sparato. La notizia fa presto il giro di tutti i notiziari tv. Adam trova Kim nello spogliatoio del dipartimento e le dichiara tutto il suo sostegno e le dice che le vuole ancora bene, ma Kim lo guarda senza rispondergli: è chiaramente sotto shock. Ellis, il ragazzo, viene interrogato in ospedale e si dichiara innocente. I poliziotti del dipartimento non trovano l'arma con cui si ipotizza Ellis abbia sparato a Roman e Burgess comincia a essere nei guai, infatti per prima cosa viene sospesa e poi indagata. Il viceprocuratore Stone, che in passato aveva fatto arrestare Voight, segue personalmente le indagini e alla fine accusa Ellis di avere sparato a Roman e Burgess dopo avere visto un video dove si vedeva il ragazzo buttare via qualcosa nel lago, infatti verrà recuperata la pistola dai pompieri. Il caso rischia di causare un forte attrito con la comunità nera di Chicago che crede che ogni volta che si spara a un nero sia per razzismo e non per autodifesa senza provare a pensare che a volte un nero possa essere colpevole: molte persone nere infatti si posizionano davanti al dipartimento di Chicago a manifestare stupidamente contro la polizia cosa che infastidisce Kevin che non tollera come molti dei suoi amici le manifestazioni inutili e provocatorie che visto quanto accaduto non serve a niente. Roman viene dimesso dall'ospedale e Burgess riammessa di nuovo al lavoro, provvisoriamente con una funzione amministrativa. Burgess comincia ad avere un po' di sensi di colpa, ma tutti le dicono che ha fatto solo il suo lavoro e che ha salvato la vita a Roman. Durante il processo Kim viene chiamata a testimoniare e l'accusa mostra un video in cui si vede chiaramente che lei e Roman sono una coppia. Il video lo vede pure tutta l'intelligence che è al processo, compreso Adam, che rimane senza parole. Alla fine del processo si scopre che Ellis è veramente il colpevole perché voleva vendicare un suo zio suicidatosi anni prima in carcere. Ellis viene condannato e mandato in prigione, anche se Sean accetta una pena minima per il ragazzo rimasto su sedia a rotelle, mentre Kim e Sean dopo che la situazione viene risolta del tutto possono tirare un sospiro di sollievo.

## Strade pericolose
- Titolo originale: She's Got Us
- Diretto da: Lin Oeding
- Scritto da: Mike Weiss

### Trama
Lindsay e Halstead rispondono a una chiamata per una sparatoria in cui è stata massacrata una famiglia e scoprono una ragazzina superstite. Dawson e Olinsky indagano su un gruppo di “auto-aiuto” collegato, in qualche modo, al massacro della famiglia. Roman intanto continua a fare riabilitazione ma ha problemi: ha ancora un proiettile e alcuni frammenti conficcati nel suo corpo e aspetta la decisione del comitato di polizia per l'operazione che dovrebbe fare. Platt vuole convincere Crowley che Burgess e Roman devono continuare a lavorare in coppia, anche se loro due sono una coppia nella vita.

## Comincia a scavare
- Titolo originale: Start Digging
- Diretto da: Mark Tinker
- Scritto da: Craig Gore e Tim Walsh

### Trama
L'Intelligence indaga sull'omicidio di una madre vedova, ma durante l'indagine si scopre che era in contatto con il figlio di Voight, Justin. Quest'ultimo viene ucciso e il padre fa rapire l'assassino e lo uccide, vendicando il figlio. Roman decide di dimettersi e chiedere a Burgess di trasferirsi con lui a San Diego, ma lei vuole rimanere a Chicago.